# Chlorurus bleekeri
Chlorurus bleekeri е вид лъчеперка от семейство Scaridae.

## Разпространение
Видът е разпространен в Австралия, Американска Самоа, Вануату, Виетнам, Източен Тимор, Индонезия, Малайзия, Маршалови острови, Микронезия, Науру, Нова Каледония, Папуа Нова Гвинея, Самоа, Сингапур, Соломонови острови, Тонга, Уолис и Футуна, Фиджи и Филипини.